# Katharine O'Shea

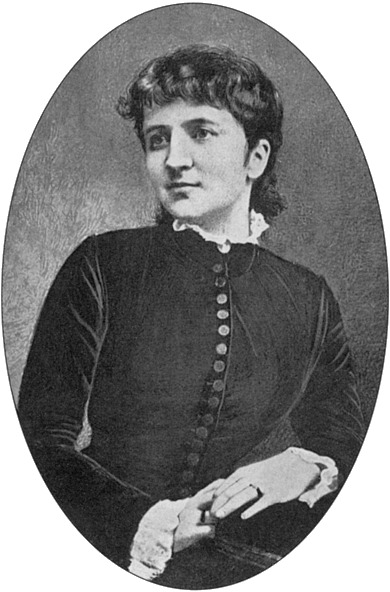
Katie O'Shea

Katharine Parnell, nata Wood, Katharine O'Shea dopo il secondo matrimonioi e solitamente chiamata Katie O'Shea dagli amici e Kitty O'Shea dai nemici (Braintree, 30 gennaio 1846 – Littlehampton, 5 febbraio 1921), è stata una politica inglese, di origini aristocratiche la cui relazione segreta decennale con Charles Stewart Parnell portò a un divorzio ampiamente pubblicizzato nel 1890 e alla sua caduta politica.

## Biografia
Katharine nacque a Braintree, nell'Essex, il 30 gennaio 1846, figlia di Sir John Page Wood, 2° Baronetto (1796–1866) e nipote di Sir Matthew Wood, un ex Lord sindaco di Londra. Aveva un fratello maggiore che divenne il feldmaresciallo Sir Evelyn Wood ed inoltre era la nipote sia del Deputato Western Wood (1804–1863) che di Lord Hatherley, il primo Lord Cancelliere liberale di Gladstone.

## Relazione con Parnell
Nel 1867 Katharine sposò il capitano William O'Shea, un deputato nazionalista cattolico di Clare (collegio elettorale del Parlamento del Regno Unito), dal quale si separò intorno al 1875. Katharine incontrò per la prima volta Parnell nel 1880 e iniziò una relazione con lui. Tre dei figli di Katharine sono stati generati da Parnell; il primo, Claude Sophie, morì all'inizio del 1882. Gli altri erano Claire (nata nel 1883) e Katharine (nata nel 1884). Il capitano O'Shea sapeva della relazione. Sfidò Parnell a duello nel 1881 e inizialmente proibì alla sua ex moglie di vederlo, anche se lei disse che lui l'aveva incoraggiata nella relazione. Tuttavia in pubblico taque per diversi anni. Sebbene la loro relazione fosse ormai oggetto di pettegolezzi negli ambienti politici londinesi fin dal 1881, in seguito la vicenda divenne di dominio pubblico, in un'Inghilterra governata dalla "Moralità vittoriana", con una "coscienza anticonformista" creò un enorme scandalo, in quanto l'adulterio era proibito dai Dieci Comandamenti.
Per via dei suoi rapporti amichevoli con il Partito Liberale, Katharine operò come collegamento tra Parnell e Gladstone, durante i negoziati prima dell'introduzione del Progetto di Legge del Governo Irlandese nell'aprile 1886. Parnell quell'estate si trasferì a casa sua a Eltham, vicino al confine tra Londra e Kent.
Il capitano O'Shea chiese il divorzio nel 1889; le sue ragioni sono oggetto di speculazione. Potrebbe aver avuto motivazioni politiche. Oppure si disse che sperava in un'eredità dalla ricca zia di Katharine che si aspettava morisse prima, ma quando morì nel 1889 il suo capitale fu lasciato in custodia ai cugini. Dopo il divorzio il tribunale assegnò la custodia di Katharine O'Shea e delle due figlie sopravvissute di C.S. Parnell al suo ex marito.
La procedura di divorzio dal capitano O'Shea, in cui Parnell fu nominato coconvenuto, portò all'abbandono di Parnell da parte della maggioranza del suo Partito Parlamentare Irlandese e alla sua caduta come leader nel dicembre 1890. L'Irlanda cattolica provò un profondo senso di shock quando Katharine ruppe i voti del suo precedente matrimonio cattolico sposando Parnell il 25 giugno 1891. Con la sua vita politica e la salute sostanzialmente rovinate, Parnell morì tra le sue braccia all'età di 45 anni il 6 ottobre 1891 a Hove, meno di quattro mesi dopo il loro matrimonio. La causa era tumore dello stomaco, forse complicato da una coronaropatia ereditata dal nonno e dal padre, anch'essi morti prematuramente.
Katharine pubblicò una biografia di Parnell nel 1914 come "Katharine O'Shea (Mrs. Charles Stewart Parnell)".
Sebbene agli amici fosse nota come Katie O'Shea, i nemici di Parnell, per danneggiarlo personalmente, la chiamavano Kitty O'Shea, perché a quel tempo "kitty", oltre ad essere una versione inglese irlandese di Catherine/Katherine/Katharine, era anche un termine gergale per una prostituta. Visse il resto della sua vita nell'oscurità ed è sepolta a Littlehampton, nel West Sussex, in Inghilterra.
La figlia avuta da Parnell, Claire O'Shea (1883-1909), sposò il dottor Bertram Sydney Osmund Maunsell e il loro unico figlio, Assheton Clare Bowyer-Lane Maunsell (1909-1934), morì di febbre tifoide mentre prestava servizio con l'esercito britannico in India. L'altra figlia di Katharine da Parnell, Katharine O'Shea (1884-1947), sposò Arthur Moule dell'East Lancashire Regiment e morì in un manicomio.
Il capitano Henry Harrison, MP, che aveva agito come guardia del corpo e aiutante di campo di Parnell, si dedicò dopo la morte di Parnell al servizio della sua vedova, Katharine. Da lei ascoltò una versione completamente diversa degli eventi che circondarono il divorzio da quella che era apparsa sulla stampa e questo costituì il seme dei suoi ultimi due libri in difesa di Parnell pubblicati nel 1931 e nel 1938. Essi ebbero un impatto importante sulla storiografia irlandese, portando a una visione più favorevole del ruolo di Parnell nell'affare O'Shea.